# Hibiscus isalensis
Hibiscus isalensis är en malvaväxtart som beskrevs av Bénédict Pierre Georges Hochreutiner och Humbert. Hibiscus isalensis ingår i Hibiskussläktet som ingår i familjen malvaväxter. Inga underarter finns listade i Catalogue of Life.